# Ludovico Einaudi
Ludovico Maria Enrico Einaudi (Torino, 23. studenoga 1955.) talijanski je pijanist i skladatelj. Školovao se na Konzervatoriju "Giuseppe Verdi" u Milanu. Započeo je svoju karijeru kao skladatelj suvremene klasične glazbe, ali je kasnije eksperimentirao s drugim stilovima i žanrovima, poput popa, rocka, narodne i svjetske glazbe.
Einaudi je skladao partiture za brojne filmove i televizijske produkcije, kao što su Ovo je Engleska, Nedodirljivi, Ja sam tu, TV miniseriju Doktor Živago i Acquario (1996.), za koju je osvojio i talijansku nagradu Grolla d'oro za filmsku glazbu. Njegova je glazba korištena kao partitura za Zlatni globus i Oscarom nagrađene filmove Nomadland i Otac. Izdao je i niz solo albuma za klavir i druge instrumente, a posebno se ističu I Giorni 2001., Nightbook 2009. i In a Time Lapse 2013. Dana 1. ožujka 2019., Einaudi je najavio projekt u sedam dijelova pod nazivom Seven Days Walking, koji je objavljen tijekom sedam mjeseci iste godine.

## Rani život i obrazovanje
Einaudi je rođen u Torinu u Pijemontu. Njegov je otac Giulio Einaudi bio značajan izdavač, osnivač izdavačke kuće Giulio Einaudi Editore, koji surađivao s piscima kao Italo Calvinao i Primo Levi, a njegov je djed po ocu Luigi Einaudi bio predsjednik Italije od 1948. do 1955. Njegova majka Renata Aldrovandi, bila je pijanistica, kao i njezin otac Waldo Aldrovandi.
Einaudi je počeo skladati vlastitu glazbu kao adolescent, najprije pišući skladbe za gitaru. Školovao se na Konzervatoriju "Giuseppe Verdi" u Milanu, gdje je diplomirao kompoziciju 1982. Iste je godine pohađao satove orkestra kod kompozitora Luciana Berija i ubrzo dobiva stipendiju za Tanglewood Music Festival u Massachusetsu. Pod vodstvom Luciana Berija, započeo je eksperimentiranje s drugim stilovima i žanrovima, a učio je i surađujući s glazbenicima kao što su Ballaké Sissoko iz Malija i Dživan Gasparijan iz Armenije. Njegova je glazba ambijentalna, meditativna i često introspektivna, s tendencijom k minimalizmu i suvremenom popu.

## Glazbena karijera

### 1980-ih
Nakon studija na konzervatoriju u Milanu i kasnije kod Luciana Berija, Einaudi je nekoliko godina skladao eksperimentirajući s tradicionalnim glazbenim oblicima, uključujući nekoliko komornih skladba i skladba za orkestar. Ubrzo je privukao međunarodnu pozornost i njegova je glazba izvođena u Teatro alla Scala, Tanglewood Music Festivalu, Lincoln Centru i UCLA Center for Performing Arts.
Sredinom 1980-ih počeo je tražiti osobniji izraz u nizu djela za ples i multimediju, a kasnije i za klavir.
Skladao je i glazbu za kazalište i ples, među kojom se ističu kompozicije za Sul filo d'Orfeo 1984., glazba za plesno-kazališnu predstavu Time Out koju je napisao Andrea De Carlo, 1988., predstavu The Wild Man 1990., i The Emperor 1991. Među kasnijim suradnjama ističu se Salgari (Per terra e per mare), opera/balet po narudžbi Arene di Verona (1995.)  s tekstovima Emilia Salgarija, Rabindranatha Tagorea i Charlesa Dukea Jr., i E.A. Poe (1997.), zamišljen kao glazbena pratnja za nijeme filmove.

### Filmska glazba
Sredinom 1990-ih, Einaudi je komponirao više zvučnih zapisa za film. Započeo je s filmskom glazbom za dva filma Michelea Sordilla, Da qualche parte in città 1994. i Acquario 1996., za koje je dobio nagradu Grolla d'oro za najbolju filmsku glazbu. Godine 1998. skladao je soundtrack za Treno di panna i partituru za Giorni dispari Dominicka Tambasca.
Godine 2000. surađivao je s Antonellom Grimaldijem na Un delitto impossibile, a komponirao je i soundtrack za Fuori del mondo, koji je bio nominiran za Oscara i za koji je 2002. osvojio nagradu Echo Klassik u Njemačkoj. Nakon izlaska njegovog debitantskog albuma, neki su ulomci uključeni u film Aprile Nannija Morettija. Godine 2002., njegov soundtrack za Luce dei miei occhi proglašen je najboljim soundtrackom na talijanskim glazbenim nagradama 2002. godine.
Godine 2002. Einaudi je osvojio talijansku nagradu za najbolju filmsku glazbu za Luce dei miei occhi. Allmusic je u svojoj recenziji za TV seriju Doktor Živago iz 2002. dao ocjenu 4,5/5 zvjezdica i objavio sjajnu kritiku, uspoređujući Einaudijevu vještinu s partiturom Mauricea Jarrea prethodne filmske adaptacije.
Godine 2004. njegov soundtrack za Sotto falso nome dobio je nagradu za najbolju filmsku glazbu na Avignonskom filmskom festivalu.
Godine 2010. Einaudi je napisao glazbu za trailer filma Crni labud. Njegov "Due Tramonti" prikazan je u filmu I'm Still Here (2010.) u režiji Caseyja Afflecka. Njegova skladba "Nuvole Bianche" prikazana je u filmu Insidious (2010.), redatelja Jamesa Wana, britanskoj TV drami This Is England 86, te u TV seriji Derek (2012.), koju je režirao Ricky Gervais i u kojoj je glumio. Za The Intouchables (2011.), najveći kinofilm u francuskoj povijesti, pridonio je pjesmama "Fly", "Writing Poems", "L'origine nascosta", "Cache-cache", "Una Mattina" i "Primavera ." U filmu This Is England nalazimo njegove kompozicije Fuori dal mondo i Dietro casa. Britanska TV dramska serija This Is England '88 također sadržava pjesme "Fuori Dalla Notte", "Solo" (bonus pjesma iz Nightbooka), "Berlin Song" i "Distacco".
Einaudi je 2016. sudjelovao u Greenpeaceovoj kampanji za spašavanje Arktika.
Godine 2020. njegova je glazba korištena u filmovima Nomadland i The Father.

### Samostalna izdanja
Einaudi je potpisao ugovor s izdavačkom kućom Decca Records, a izdaje ga Chester Music Limited. 
Nakon multimedijski inspiriranog Time Outa 1988., 1992. izdaje Stanze, koju je skladao za harfu. Album je izvela Cecilia Chailly, jedna od prvih glazbenica koja je koristila električnu harfu. Einaudi je 1996. izdao svoj prvi solo klavirski album, Le Onde, putem producentske kuće BMG. Album se temelji na romanu The Waves britanske spisateljice Virginije Woolf i doživio je velikii uspjeh, osobito u Italiji i Velikoj Britaniji. Njegov nastavak iz 1999., Eden Roc, također je objavljen putem BMG-a. Na projektu je surađivao s armenskim duduk glazbenikom Djivanom Gasparyanom.
Njegovo sljedeće solo klavirsko izdanje, I Giorni (2001.), inspirirano je putovanjima po Africi. Solo klavirska pjesma "I Giorni" bila je predstavljena u promociji BBC-jevih umjetničkih i kulturnih programa i privukla je veliko zanimanje zbog emitiranja djela Grega Jamesa na BBC Radiju 1 u lipnju 2011. James je spomenuo da je ovu kompoziciju doživljavao terapeutskom dok je studirao na sveučilištu. Zbog ponovljenih emitiranja tog mjeseca, pjesma je ušla na UK Singles Chart na 32 mjesto 12. lipnja 2011.
Godine 2003. Einaudi je objavio live album La Scala Concert 03.03.03, koji je snimljen u poznatoj opernoj kući La Scala u Milanu. Njegov album iz 2003. Diario Mali je plod Einaudijeve suradnje s malijskim glazbenikom Ballakéom Sissoko. Godine 2004. Einaudi izdaje album Una Mattina za producentsku kuću Decca Records. Album Divenire iz 2006. čine kompozicije za klavir uz pratnju orkestra. Album također sadrži hvaljenu pjesmu "Primavera". Snimio ju je Royal Liverpool Philharmonic Orchestra, s Einaudijem koji je svirao klavir. Ubrzo nakon objavljivanja, Einaudi je otišao na turneju u razne gradove u Velikoj Britaniji, svirajući i glazbu na Divenireu i orkestralne aranžmane svojih drugih djela. Album je zauzeo prvo mjesto na ljestvici iTunes klasične glazbe.
U listopadu 2009. izlazi Nightbook. Na albumu je Einaudi krenuo u novom smjeru sa svojom glazbom jer je ugradio sintetizirane zvukove uz svoj klavir. Album je osmišljen i snimljen u dogovoru s njemačkim slikarom i kiparom Anselmom Kieferom u čijem je izložbenom prostoru Einaudi nastupio prvog dana otvaranja galerije. Neka je djela iz albuma napisao inspiriran bubnjevima i elektronskom glazbom Whitetree Projecta, izvođačkog tria koji su formirali Robert i Ronald Lippok iz To Rococo Rot, njemačke grupe elektronske glazbe i samog Einaudija. U Italiji je album postao zlatni s više od 35.000 prodanih primjeraka.
Einaudijev album In a Time Lapse objavljen je 21. siječnja 2013. s kojim je bio na turnejama u SAD-u i Kanadi. Također se pojavio na KCRW-u u Los Angelesu. Dana 17. rujna 2013., Einaudi je izveo različite pjesme iz In a Time Lapse, zajedno s novim ansamblom, na godišnjem iTunes festivalu održanom u Roundhouseu u Londonu. Grupa je uvježbala ovaj nastup u štali Einaudijeve kuće. U ožujku 2016. održana je svjetska premijera novog koncerta za klavir "Domino" u Royal Liverpool Philharmonic Orchestra.

## Diskografija

### Studijski albumi
- Time Out (razni instrumenti; eksperimentalni) (1988.)
- Stanza (harfa) (1992.)
- Salgari (razni instrumenti; balet) (1995.)
- Le Onde (klavir) (1996.)
- Eden Roc (klavir i gudači) (1999.)
- I Giorni (klavir) (2001.)
- Diario Mali (klavir, kora) (2003.)
- Una Mattina (klavir, violončelo) (2004.)
- Divenire (klavir, gudački orkestar, elektronska glazba) (2006.)
- Nightbook (klavir, elektronska glazba) (2009.)
- In a Time Lapse[38][39] (klavir, elektroska glazba) (2013.)
- Projekt Taranta (klavir, elektronska glazba, orkestar, violončelo, kora) (2015.)
- Elements (klavir, elektronska glazba, orkestar) (2015.)
- Seven Days Walking (klavir, violina, viola, violončelo) (2019.)
- 12 Songs from Home (klavir) (2020.)
- Einaudi Undiscovered (klavir) (2020.)
- Cinema (klavir) (2021.)

### Albumi uživo
- Koncert La Scale 03.03.2003.
- Uživo u Berlinu (2007.)
- iTunes festival: London 2007. (2007.)
- Uživo u Pragu (2009.)
- Koncert Royal Albert Halla (2010.)
- La notte della Taranta 2010. (2011.)
- iTunes festival: London 2013. (2013.)
- U vremenskoj turneji (2014.)
- Elementi, posebno izdanje obilaska (2016.)

### Kompilacije
- Echoes: kolekcija Einaudi (2003.)
- I primi capolavori (2010.)
- Islands: Essential Einaudi (2011.)
- Einaudi Essentiel (2012.)
- Undiscovered (2020.)[40][41]
- Cinema (2021.)[42]

### Remiksevi
- Table Vs Ludovico Einaudi (2002.)
- Elements, Remixes (2016.)

### Singlovi
- "Ultimi Fuochi" (1998.)
- "Blusound" (2001.)
- "Night" (2015.)
- "Elements" (2015.)
- "Drop" (2015.)
- "Elegy for the Arctic"[43] (2016.)
- "Luminous" (2021.)[44]

### S glazbenim bendom Whitethree
Cloudland (2009.)

### Glazba za film
- Treno di panna (Redatelj: Andrea De Carlo) (1988.)
- Da qualche parte in città (Redatelj: Michele Sordillo) (1994.)
- Acquario Redatelj: Michele Sordillo) (1996.)
- Aprile (Redatelj: Nanni Moretti) (1998.)
- Giorni dispari (Redatelj: Dominick Tambasco) (1998.)
- Fuori dal mondo (Redatelj: Giuseppe Piccioni) (1999.)
- La vita altrui (Redatelj: Michele Sordillo) (2000.)
- Un delitto impossibile (Redatelj: Antonio Luigi Grimaldi) (2000.)
- Le parole di mio padre (Redatelj: Francesca Comencini) (2001.)
- Alexandreia (Redatelj: Maria Iliou) (200.1)
- Luce dei miei occhi (Redatelj: Giuseppe Piccioni) – Talijanska glazbena nagrada za najbolju filmsku glazbu
- Doktor Živago (TV mini serija, Redatelj: Giacomo Campiotti) (2002.)
- Sotto falso nome (Redatelj: Roberto Andò) – Nagrada za najbolju filmsku glazbu na Avignonskom Filmskom Festivalu 2004. (2004.)
- Mission: Saturn (2004.)
- This Is England (Redatelj: Shane Meadows)[46] (2006.)
- This Is England '86 (Redatelj: Shane Meadows)[46] (2010.)
- Stargate Universe – Pathogen (2010.)
- Sangandaan – Landas ng Buhay (2010.)
- I'm Still Here (Redatelj: Casey Affleck) (2010.)
- Das Ende ist mein Anfang – njemački film (2010.)
- Black Swan trailer (Redatelj: Darren Aronofsky) (2010.)
- This Is England '88 (Redatelj: Shane Meadows)[47] (2011.)
- Intouchables – (Redatelj: Olivier Nakache i Eric Toledano) (2011.)
- Primavera – (dokumentarni film) (2011.)
- J. Edgar – (Redatelj: Clint Eastwood) (2012.)
- Derek (pilot epizoda) – (Redatelj: Ricky Gervais) (2012.)
- The Water Diviner – (Redatelj: Russell Crowe) (2014.)
- Mommy – (Redatelj: Xavier Dolan) (2014.)
- This Is England '90 – (Redatelj: Shane Meadows) (2015.)
- The Third Murder – (Redatelj: Hirokazu Koreeda) (2017.)
- The Father - Redatelj: Florian Zeller) (2020.)
- Nomadland - Redatelj: Chloé Zhao) (2020.)
- Cosmos: Possible Worlds - (TV serija, redatelj: Ann Druyan; epizoda: "The Sacrifice of Cassini", scenarij Alan Silvestri) (2020.)

### Ostalo
- BBC – pozadinska glazba uz minutu šutnje za nedavne smrti na utrkama prije Formule 1 Airtel Grand Prix Indije (30. listopada). (2011.)
- Airtel India TV reklama Endless Goodbye na YouTubeu   – ulomak iz "I Giorni". (2011.)
- Procter & Gamble TV reklama "Najbolji posao" za Olimpijske igre 2012. (ulomak iz "Divenire" na YouTubeu). (2012.)
- Brojne epizode BBC-jevog Top Geara, uključujući Bolivia Special iz 2009.
- Godina nastanka nepoznata: Nacionalna košarkaška asocijacija (NBA) Amerike, Video na YouTubeu.
- Božićni specijal Jamesa Maya Priče o igračkama, ulomak iz "Divenire". (2012.)
- Pozadinska glazba "The Snow Prelude N. 03 in C-dur" za reklame Nationwide Building Society. (2012.)
- Vodafone RED, ulomak iz "Walk". (2013.)
- BBC – Šegrt – Epizoda 7: Karavani (Lady Labyrinth & The Crane Dance).[48] (2013.)
- Oglas British Airwaysa: Today, Tomorrow na YouTubeu, "Experience (Starkey Remix)" za reklamu (2013.)
- Één 'ROĐENDAN', belgijski dokumentarac fotografkinje Lieve Blancquaert – 9 epizoda.[49] – "Life" kao uvodna i vanjska pjesma
- Službeni trailer "The Book Thief" – "Life" – The Book Thief: Official Trailer #1 HD (2014), 20centuryfox na YouTubeu.
- "Pokretna umjetnost" Louie Schwartzberg, Netflix serija. (2013.)
- Najava prvog izgleda za " Valiant Hearts: The Great War official trailer (UK) na YouTubeu. (2013.)
- Procter & Gamble TV reklama za Olimpijske igre u Sočiju 2014. – "Primavera". (2014.)
- Duhovni vodič Alana Wattsa, Izbori – Video na YouTubeu. (2014.)
- Nike Golf oglas, Rory Mcilroy posveta Tigeru Woodsu – "Nuvole Bianche". (2015.)
- ANZ Australija: Welcome to Your World, Your Way na YouTubeu. (2015.)
- UFC 193 promo video: UFC 193: Rousey vs. Holly Holm – Revolution na YouTubeu. (2015.)
- BBC: "Fly" korištena kao glazbena tema za TV seriju Doktor Foster. (2015.)
- RTVE: "Nuvole Bianche" korištena kao glazbena tema reklame za Španjolsku lutriju 2015. (2015.)
- BBC MasterChef, "Life" je korišten kada je proglašen pobjednik. (2015.)
- SKY Sports, "Experience" glazba za reklame Golf Open 2016. (2016.)
- Procter & Gamble TV reklama Strong na YouTubeu za Olimpijske igre u Riju 2016, "Experience" glazba za reklamu. (2016.)
- Amazon Prime – Svećenik i imam se sastaju na šalici čaja. Ulomak iz "I Giorni". (2016.)
- Finale serije Sense8 “Amor Vincit Omnia”, “Experience” - završna scena. (2018.)

## Vanjske poveznice
- Službena stranica, pristupljeno 22. prosinca 2021.
- Web stranica tvrtke Evolution Promotion  Arhivirana inačica izvorne stranice od 10. svibnja 2021. (Wayback Machine), pristupljeno 22. prosinca 2021.
- Biografija Ludovica Einaudija - Chester Novello, pristupljeno 22. prosinca 2021.
- Ludovico Einaudi na SoundCloudu, pristupljeno 22. prosinca 2021.
- Ludovico Einaudi na Facebooku, pristupljeno 22. prosinca 2021.
- Ludovico Einaudi na Twitteru, pristupljeno 22. prosinca 2021.
- Ludovico Einaudi – Virtualna međunarodna filharmonija, pristupljeno 22. prosinca 2021.